# SEAL Team
SEAL Team ist eine US-amerikanische Dramaserie von Benjamin Cavell über die US-Spezialeinheit Navy SEALs. Die Hauptrolle spielt der – unter anderem aus Bones – Die Knochenjägerin und Angel – Jäger der Finsternis – bekannte David Boreanaz. Die Erstausstrahlung fand am 27. September 2017 beim US-Sender CBS statt, die deutsche Fassung folgte ab dem 15. März 2018 beim Bezahlfernsehsender TNT Serie. Die Free-TV-Premiere war am 9. Juli 2018 beim Sender Sat.1. Mit Folge 85 wechselte die Serie von CBS zu Paramount+. Im Januar 2023 wurde die Serie um eine siebte und letzte Staffel verlängert.

## Handlung
Das von Jason Hayes angeführte Bravo Team der früher als United States Naval Special Warfare Development Group (DEVGRU) bekannten Einheit (ursprünglich Seal Team 6 der US Navy SEALs, 2010 wurde auch die Bezeichnung DEVGRU geändert, die aktuelle Bezeichnung ist allerdings geheim) führt weltweit Einsätze durch. Diese führen das Team nicht nur in Kriegsgebiete wie Syrien, Afghanistan und dem Jemen zur Bekämpfung von Terroristen und deren Unterstützern, sondern es wird auch zu verschiedenen teilweise verdeckten Einsätzen abkommandiert, unter anderem die Festnahme eines ehemaligen serbischen Kriegsverbrechers in Estland, der mittlerweile als Waffenhändler tätig ist, sowie zur Unterstützung einer Einheit der mexikanischen Marineinfanterie bei der Jagd nach einem mexikanischen Drogenbaron.
Das Team muss bei seinen Einsätzen immer wieder schwierige Situationen und nicht vorhersehbare Schwierigkeiten meistern, die sich zum Teil aus der Natur der Einsätze ergeben und bei denen die Mitglieder des Teams regelmäßig ihre Fähigkeiten als Angehörige einer Spezialeinheit unter Beweis stellen müssen. Zusätzlich erschweren gelegentlich auch persönliche Probleme zwischen den Teammitgliedern die Einsätze, so hat zum Beispiel besonders Clay Spenser als neues Mitglied gerade am Anfang damit zu kämpfen, dass er sich als Neuling erst als vollwertiges Mitglied beweisen und ins Team einfügen muss.
Daneben werden auch das Privatleben und private Probleme der Teammitglieder und ihrer Angehörigen in Nebenhandlungssträngen behandelt:
- Jason Hayes lebt am Anfang der Serie seit einiger Zeit getrennt von seiner Frau Alana und den gemeinsamen Kindern Emma und Michael („Mikey“), da nicht nur die Tatsache, dass Jason jederzeit zu Einsätzen abkommandiert werden kann und auch oft für lange Zeit abwesend ist, eine zunehmende Belastung für das Familienleben darstellt, sondern auch das hohe Risiko, dem die Männer von Bravo Team in ihren Einsätzen ausgesetzt sind. Zu Beginn der zweiten Staffel kommt Alana bei einem Autounfall ums Leben, und Jason muss sich plötzlich in der Rolle des Alleinerziehenden zurechtfinden. Er ist nun neben seinen Einsätzen auch noch alleine für die Familie verantwortlich.
- Clay Spenser beginnt in der ersten Staffel eine Beziehung mit der Universitätsassistentin Stella Baxter, die anfangs sehr harmonisch verläuft. Mit der Zeit wird die Angst, Clay durch einen Einsatz zu verlieren, für Stella jedoch so groß, dass sie die Beziehung zu Clay beendet, was beide emotional stark belastet. Im weiteren Verlauf der Serie kommen Clay und Stella jedoch wieder zusammen und heiraten in der letzten Folge der vierten Staffel. Zusätzlich hat Clay am Anfang beim Bravo Team mit Schwierigkeiten wegen seines Vaters Ash Spenser (gespielt von C. Thomas Howell) zu kämpfen, der ebenfalls ein Mitglied von DEVGRU war und ein Enthüllungsbuch über seine Zeit bei DEVGRU geschrieben hat. Das Verhältnis zwischen Clay und Ash ist zunächst belastet, einerseits weil Ash die Familie wegen seiner Tätigkeit bei DEVGRU verlassen hatte und Clay deswegen ohne Vater aufwuchs, und andererseits, weil Clay aufgrund des Enthüllungsbuches von Ash anfangs mit Misstrauen im Team zu kämpfen hat. Mit der Zeit schafft es Clay jedoch, sich aus dem Schatten seines Vaters zu lösen und sich gut in das Team einzufügen. Schließlich wird er als vollwertiges Mitglied vom Bravo Team akzeptiert. In Staffel 6, Folge 8 wird er von einem Security Mann erschossen, als Clay einen Suizid-gefährdeten Kameraden schützen will.
- Ray Perry ist glücklich mit der aus dem Libanon stammenden Kurdin Naima verheiratet, die früher als Krankenschwester arbeitete. Sie haben eine gemeinsame Tochter Jameelah, am Beginn der ersten Staffel bekommen sie noch einen Sohn namens Raymond Jr., was die finanzielle Situation der Familie zunehmend schwieriger macht. Ray verheimlicht Jason Hayes deswegen eine Schulterverletzung, um nicht für einen mehrmonatigen Einsatz in Afghanistan auszufallen und damit die höhere Bezahlung im Einsatz zu verlieren, die Ray und seine Familie dringend benötigen. In diesem Einsatz tötet Ray aufgrund einer nicht ausgeheilten Schulterverletzung unabsichtlich durch einen missglückten Handgranatenwurf einen afghanischen Jungen und entwickelt deswegen starke Schuldgefühle. Als er seinem Teamleader Jason schließlich gesteht, dass er die Schwere seiner Verletzung vor ihm verheimlicht hatte, um am Einsatz in Afghanistan teilnehmen zu können, belastet dies einige Zeit das Vertrauensverhältnis zwischen Jason und Ray. Nachdem Ray seine Schulter nach dem Einsatz operieren ließ, arbeitet er wegen seiner eingeschränkten Dienstfähigkeit einige Zeit als Ausbilder im Green Team bei DEVGRU, das angehende Mitglieder der Einheit auswählt und trainiert. Jason ist einige Zeit aufgrund von Rays Vertrauensbruch zunächst sehr zurückhaltend, Ray wieder als seinen Stellvertreter in das Team aufzunehmen. Deswegen spielt Ray eine Weile mit dem Gedanken, in ein anderes Team von DEVGRU zu wechseln. Allerdings versöhnen sich Jason und Ray jedoch und Ray übernimmt wieder seine alte Stelle als Stellvertreter von Jason im Team Bravo. Aufgrund der finanziellen Situation seiner Familie entschließt sich Ray im Lauf der Serie dazu, die Laufbahn als Warrant Officer einzuschlagen, weil er dadurch deutlich besser verdient.
- Lisa Davis ist anfangs als Petty Officer First Class für die Logistik von Team Bravo zuständig. Sie hat sich mit Unterstützung von Lieutenant Commander Eric Blackburn, dem kommandierenden Offizier von Team Bravo, für die Offiziersausbildung an der Officer Candidate School beworben und wird dort auch angenommen. Da die Mitglieder von Team Bravo als Unteroffiziere jedoch keinen allzu großen Respekt vor Offizieren haben und diese unter anderem im englischen Originalton allgemein des Öfteren als „cake-eater“ verunglimpfen („Kuchenesser“ stellt dabei eine Anspielung auf das oft deutlich „leichtere“ Leben von Offizieren im Vergleich zu Angehörigen niedrigerer Dienstränge dar), hält Davis dies jedoch lange vor den Mitgliedern von Team Bravo geheim, da sie befürchtet, dass das gute Verhältnis zwischen ihr und den Teammitgliedern darunter leiden würde. Nach dem Abschluss ihrer Offiziersausbildung kehrt Davis zu Team Bravo zurück und ist als Nachrichtenoffizier dafür zuständig, das Team bei den Einsatzbesprechungen mit Informationen zu versorgen und während der Einsätze zusammen mit LCDR Blackburn aus dem TOC (Tactical Operations Center) zu führen und zu unterstützen. Privat entwickelt sich zwischen Davis und Sonny Quinn von Team Bravo gegen Ende der zweiten Staffel eine Romanze, was jedoch aufgrund der Regeln der US-Streitkräfte nicht erlaubt ist, da beide in derselben Einheit dienen und später auch verschiedenen Dienstgradklassen angehören. Außerdem entdeckt Quinn durch Zufall, dass Davis für die Offiziersausbildung angenommen wurde. Dieser hat anfangs Schwierigkeiten damit zurechtzukommen, dass Davis dies vor ihm und dem Team verheimlicht hat.
- Sonny Quinn ist ein Heißsporn und gerät durch seine raue und ungestüme Art anfangs einige Male mit Clay Spenser aneinander, im Lauf der Zeit werden beide jedoch gute Freunde. Sonny wuchs auf einer Farm in Texas auf und hatte fast 20 Jahre keinen Kontakt mehr zu seinem Vater, seit er zur US Navy ging. Als er jedoch wegen eines privaten Fehlverhaltens quasi strafweise für einige Wochen an die Laughlin Air Force Base in Texas versetzt wird, um dort eine erweiterte Sprengausbildung zu absolvieren, treffen Sonny und Emmett wieder zusammen, sie beginnen sich zu versöhnen, und Emmett erzählt seinem Sohn nach langer Zeit, dass er Sonnys Entscheidung, zur Navy zu gehen, mittlerweile richtig findet und stolz darauf ist, was Sonny aus seinem Leben gemacht hat. Außerdem trifft Sonny in Texas auch auf Hannah Oliver, seine beste Freundin aus der Highschool. Nachdem Sonny und Lisa in dieser Zeit getrennt sind, beginnt er eine kurze Beziehung mit Hannah, diese wird ungewollt schwanger, und Sonny hat lange Schwierigkeiten, sich darüber klar zu werden, welches Verhältnis er zu seiner Tochter aufbauen möchte. Im Finale der vierten Staffel kommt schließlich die gemeinsame Tochter Leanne Deirdre zur Welt.

## Besetzung und Synchronisation
Die Serie wird bei der Synchronfirma Antares Film in Berlin unter der Dialogregie von Karl Waldschütz vertont, der auch die Dialogbücher schreibt.
| Figur                                                                 | Darsteller       | Deutscher Sprecher | Beschreibung | Auftritt |
| --------------------------------------------------------------------- | ---------------- | ------------------ | --- | --- |
| Master Chief Petty Officer Jason Hayes                                | David Boreanaz   | Boris Tessmann     | Bravo 1 | 1.01– |
| Warrant Officer Raymond „Ray“ Perry                                   | Neil Brown Jr.   | Julien Haggége     | Bravo 2 | 1.01– |
| Petty Officer Sonny Quinn                                             | A. J. Buckley    | Tobias Nath        | Bravo 3 | 1.01– |
| Petty Officer Clay Spenser                                            | Max Thieriot     | Karim El Kammouchi | Bravo 6 | 1.01–6.08 |
| Petty Officer 1st Class / Ensign / Lieutenant Junior Grade Lisa Davis | Toni Trucks      | Manja Doering      | Arbeitet mit Team Bravo zusammen | 1.01– |
| CIA Officer Amanda „Mandy“ Ellis / später Freundin von Jason          | Jessica Paré     | Giuliana Jakobeit  | Arbeitet eng mit Team Bravo zusammen | 1.01–4.02, 4.10, (5.04–5.05 auf Foto, sie wird vom Team gesucht), 5.06–5.07, 5.09, 5.14–                               |
| Nebenbesetzung (Auswahl)                                              |                  |                    | | |
| Lieutenant Commander Eric Blackburn                                   | Judd Lormand     | Viktor Neumann     | Kommandant von Team Bravo, wird in Staffel 4 zum Executive Officer von DEVGRU befördert.                                                                       | 1.01– |
| Special Warfare Operator First Class Trent Sawyer                     | Tyler Grey       | Jörn Linnenbröker  | Bravo 4, Sanitäter von Team Bravo | 1.01– |
| Special Warfare Operator First Class Brock Reynolds                   | Justin Melnick   | Jeremias Koschorz  | Bravo 5, Hundeführer von Team Bravo, zuerst mit Cerberus (bis Staffel 4) und später mit Pepper (ab Staffel 4)                                                  | 1.01– |
| Master Chief Petty Officer Adam Seaver                                | Michael Irby     | Sven Gerhardt      | Team Leader des Green Team von DEVGRU, vertritt Jason Hayes als Team Leader von Team Bravo (2.03–2.05)                                                         | 1.02–1.08, 2.01–2.05                                                                                                   |
| Senior Chief Special Warfare Operator Scott „Full Metal“ Carter       | Scott Foxx       |                    | Ehemaliger Team Leader von Team Alpha (daher auch „Alpha 1“), vertritt zunächst den verwundeten Clay Spenser, begleitet Team Bravo später auf vielen Missionen | 01.10, 01.12, 01.13, 01.15–01.18, 01.20, 01.21, 02.02, 02.12, 02.19–02.22, 03.01–03.20, 04.01–04.09, 04.11–04.16, 5.12 |
| Alana Hayes                                                           | Michaela McManus | Cornelia Waibel    | Ehefrau von Jason Hayes | 1.01–1.13, 2.01–2.02, 5.12                                                                                             |
| Stella Baxter                                                         | Alona Tal        | Josephine Schmidt  | (Ex)-Freundin von Clay Spenser, heiratet Clay im Finale der 4. Staffel                                                                                         | 1.02–1.13, 1.16, 1.20, 1.22, 2.01–2.03, 2.06, 2.11–2.12, 2.14, 2.21–6.10                                               |